# Konwent Organizacji A
Konwent Organizacji A – powołane latem 1917 roku przez Bogusława Miedzińskiego wraz z Jędrzejem Moraczewskim i Tadeuszem Kasprzyckim, zakonspirowane kierownictwo obozu piłsudczykowskiego. Konwent powstał po uwięzieniu Józefa Piłsudskiego przez Niemców. W jego skład wchodziło 15 osób: Jędrzej Moraczewski (który stanął na jego czele), Edward Śmigły-Rydz (Komendant Główny POW, który podejmował główne decyzje wojskowe), Medard Downarowicz, Tadeusz Kasprzycki (wiosną 1918 zastąpiony przez Adama Koca), Bogusław Miedziński, Marian Malinowski, Juliusz Poniatowski, Wacław Sieroszewski, Michał Sokolnicki, Leon Wasilewski, Jan Zdanowicz-Opieliński, Andrzej Strug i Bronisław Ziemięcki.
Konwentowi była podporządkowana Polska Organizacja Wojskowa (funkcję szefa jej sztabu sprawował kpt. Julian Stachiewicz), która przygotowywała się do przejęcia władzy w sprzyjającym momencie. W listopadzie 1918 roku Konwent zainicjował utworzenie Rządu Ignacego Daszyńskiego.
Po powrocie Piłsudskiego z więzienia w Magdeburgu, ze względu na jego niezadowolenie z lewicowego charakteru tej inicjatywy, organizacja została rozwiązana.